# 安娜丽莎·米内蒂
安娜丽莎·米内蒂（義大利語：Annalisa Minetti，1976年12月27日—），意大利女子田径运动员。她曾代表意大利参加2012年夏季残疾人奥林匹克运动会田径比赛，获得女子1500米T12级铜牌。